# Percy Jackson
Pour les articles homonymes, voir Percy Jackson et Jackson.
Percy Jackson (titre original : Percy Jackson & The Olympians) est une série initialement composée de cinq romans de fantasy écrits par Rick Riordan et basés sur la mythologie grecque. Les romans ont été publiés entre 2005 et 2010. Bien que l'histoire se passe aux États-Unis dans notre société moderne, la mythologie est au cœur du livre. Rick Riordan s'inspire ainsi des mythes grecs et les modernise de façon personnelle, alliant humour et suspense dans ses romans. Les deux premiers tomes ont été adaptés au cinéma. Il y a aussi une suite, Héros de l'Olympe, qui mélange la mythologie grecque et romaine. Percy Jackson est le fils de Poséidon, dieu grec de l'Olympe. Une troisième série de cinq livres, Les Travaux d'Apollon, raconte les aventures d'Apollon, déchu de ses fonctions de dieu. Des traductions des livres de Rick Riordan ont été faites dans 42 langues. Un sixième tome est sorti le 26 septembre 2023 en anglais, puis est paru en français le 13 mars 2024 sous le titre Le Calice des dieux. Un septième tome intitulé The Wrath of the Triple Goddess est paru le 24 septembre 2024.

## Résumé
À 12 ans, Percy Jackson  découvre qu'il est le fils de Poséidon, le dieu des mers, des chevaux et des tremblements de terres. Comme il est demi-dieu, il se rend à la colonie des Sang-Mêlé, où tous les demi-dieux peuvent s'entraîner à utiliser leurs pouvoirs. Il apprend par la suite que les dieux grecs ont installé l'Olympe au sommet de l'Empire State Building, aux États-Unis. Il rencontre à la colonie Annabeth Chase, fille d'Athéna, et retrouve son ami Grover Underwood, un Satyre (mi-homme mi-bouc). Il se verra confier plusieurs quêtes, liées à une grande prophétie, au cours desquelles il affrontera tromperies, manipulations et monstres, pour sauver l'Olympe en compagnie de nombreux alliés, car il se trouvera au centre d'une guerre opposant les dieux grecs et les Titans pour la seconde fois de l'histoire de l'Olympe.

## Volumes de la série

### Le Voleur de foudre
Percy Jackson a douze ans et est un adolescent à problèmes. Après une année mal terminée dans un établissement scolaire (l'institut Yancy), Percy est attaqué par sa professeure de mathématiques Mme Dodds (dans le film, elle enseigne l'anglais), qui est en fait Alecto, l'une des trois furies (les Bienveillantes). Percy se sauve de l'institut et rentre chez lui. Il raconte son aventure à sa mère, après être parti en vacances au bord de la mer. Rejoint par son ami le satyre Grover, il se réfugie dans une colonie où il découvre qu'il est le fils de Poséidon, dieu des mers et des océans, ce qui fait de lui un sang-mêlé. Zeus, son oncle, en rivalité avec son frère Poséidon, accuse Percy d'avoir volé son éclair.
Percy se rend aux Enfers pour sauver sa mère (Sally Jackson, le parent mortel de Percy Jackson) détenue par Hadès ; c’est là-bas que lui et Hadès vont découvrir que l’éclair est dissimulé depuis le début de sa quête dans un sac donné par Arès, dieu de la guerre. Mais de nombreuses aventures les attendent. Ils affronteront des monstres, rencontreront des dieux et devront faire face à de nombreux imprévus.

### La Mer des monstres
Percy a passé une nouvelle année dans un nouveau collège d'où, par miracle, il a réussi à ne pas se faire expulser. Il s'est lié d'amitié avec Tyson, un grand gaillard très timide, et le défend contre toutes les brutes qui se moquent de lui. Alors que ses nuits sont peuplées de cauchemars concernant son meilleur ami le satyre Grover, parti chercher le dieu de la Nature Pan, une partie de balle aux prisonniers se transforme en véritable carnage à cause de nouveaux arrivants très particuliers : ce sont des géants Lestrygons. Annabeth Chase vient chercher Percy pour rentrer à la colonie des Sang-Mêlé, et c'est ainsi qu'il apprend que l'arbre de Thalia, défunte fille de Zeus, se meurt pour une raison inconnue ; nous apprenons par la suite que Luke, fils d’Hermès, l'a empoisonné pour affaiblir les défenses de la Colonie. Avec Chiron expulsé, Monsieur D. très peu autoritaire, et Tantale, son nouveau collègue sorti des Enfers pour s'occuper des jeunes demi-dieux, Percy pense que la Colonie est vouée à sa perte. Tandis que les barrières magiques s'épuisent, Tyson s'avère être une créature à qui les gens n'osent pas faire confiance ainsi que le demi-frère de Percy : un cyclope.
Clarisse, fille de l'arrogant Arès, partira pour une quête dans l'espoir de trouver la Toison d'Or et soigner l'arbre mourant de Thalia. Mais Percy, Annabeth et Tyson la suivront avec l'aide d'Hermès, le père de Luke, et devront déployer beaucoup d'efforts afin de retrouver la fameuse Toison détenue par le cyclope Polyphème et délivrer Grover, qui a été en fait prisonnier dans sa grotte, attiré par la magie de la Toison reflétant la magie de Pan.
De retour à la Colonie des Sang-Mêlé, la Toison avec eux, l'arbre guérit, rejetant le poison qui le tuait. Mais l'antidote aura aussi un effet imprévu qui changera plus que tout le cours des événements : Thalia retrouvera forme humaine.

### Le Sort du Titan
Annabeth Chase, Percy Jackson et Thalia Grace partent un jour de décembre pour rejoindre Grover Underwood qui a trouvé deux demi-dieux dans une école militaire. Pendant le sauvetage, Annabeth se fait enlever par le professeur, qui se révèle être un manticore. Sauvés par les Chasseresses d'Artémis (déesse de la chasse, de la Lune et de la virginité éternelle) et par Artémis elle-même, ils expliquent à leurs deux nouveaux compagnons, Bianca et son frère Nico di Angelo, leur condition de demi-dieux. Bianca rejoint les Chasseresses.
Au matin, Artémis part seule chasser un des monstres les plus dangereux (qui se révélera être l'Ophiautoros, sauvé de la pollution marine par Percy). Tout le groupe est conduit par Apollon, dieu de la musique du soleil et de la médecine, vers la Colonie des Sang-Mêlé.
Artémis est à son tour enlevée. Une quête unissant demi-dieux et Chasseresses est alors lancée pour retrouver la déesse et sauver Annabeth. Le monde entier en dépend.

### La Bataille du labyrinthe
Après avoir, lors des portes ouvertes, incendié la nouvelle école censée l'accueillir car des empousai que les mortels voient comme des pom-pom girls attaquent Percy, notre héros se retrouve une nouvelle fois à la colonie des Sang-Mêlé avec Annabeth.
Grover, de son côté, après ses échecs dans la quête de Pan, se voit accorder un délai d'une semaine supplémentaire par le conseil des Sabots Fendus.
Sachant pertinemment que Luke cherche à combattre la colonie en y entrant par le Labyrinthe du célèbre Dédale, Percy et Annabeth finissent par tomber dans une entrée du Labyrinthe menant droit à la colonie. Une quête est lancée, avec Annabeth, Percy, Grover et Tyson.
Leurs buts sont multiples : trouver Dédale et l'empêcher d'aider Luke, et pour Grover, retrouver Pan.
Commence alors une aventure dans l'obscurité du Labyrinthe, pleine de monstres divers et variés, de rencontres impromptues, d'épreuves et de pièges, au cours de laquelle ils retrouveront Nico di Angelo, le fils d'Hadès, et le persuaderont de repasser de leur côté. Le groupe se séparera au détour d'un chemin dont Grover est sûr qu'il le mènera vers Pan. Entre-temps, Percy provoque accidentellement l’éruption du mont Saint Helens. L’éruption le projettera jusqu’à Ogygie. 
Quand Percy est à Ogygie, l'île de Calypso, Héphaïstos lui révèle le moyen le plus sûr de se diriger dans le Labyrinthe : la vue claire d'un mortel à travers la brume. La solution qui s'offre à eux est Rachel Elizabeth Dare (amie de Percy rencontrée dans le tome 3 au barrage Hoover et retrouvée lors de la matinée des portes ouvertes cette année-là).
Ils finiront par trouver Dédale, puis Cronos, qui a pris vie dans le corps de Luke. Ils rejoindront Tyson et Grover et assisteront à la mort de Pan.
De retour à la colonie, une bataille aura lieu, qui se soldera par la mort de Dédale et la disparition du Labyrinthe.

### Le Dernier Olympien
La fin du monde a commencé.
Lorsque Charles Beckendorf atterrit sur la Prius de Paul avec Blackjack le Pégase, Percy sait que c'est fini.
Leur mission consiste à faire exploser la Princesse Andromède. La mission réussit, mais au prix de la mort de Beckendorf, lui et Percy ayant été dénoncés par un espion infiltré dans la colonie.
De retour à la colonie, Percy est mis au courant de la prophétie complète. Il retrouve Nico di Angelo, qui le convainc de se plonger dans le Styx pour recevoir l'invincibilité mais le plan ne se passe pas comme prévu : Hadès l'emprisonne pour que ce soit son fils le héros qui prendra la décision. La guerre commence.
À Manhattan, les mortels sont endormis par Morphée, qui est passé du côté de Cronos. La bataille oppose la colonie aux forces des Titans.
Typhon, qui s'est réveillé, marche droit vers New York, à peine ralenti par les dieux.
Durant la bataille, Percy se retrouve à devoir affronter une truie géante volante, des divinités fluviales, un drakon, qui va être tué au prix de la perte de Silena Beauregard, fille d'Aphrodite, perte insupportable pour Clarisse, fille d'Arès, et combat même le Titan Hypérion.
Poséidon, convaincu par Percy, se joint aux combats et terrasse Typhon. Hadès, jusque-là resté dans son royaume, se joint également à la bataille.
Cronos finit par accéder à la salle du trône de l'Olympe. Le combat final va s'y dérouler. Luke, pendant quelques secondes, reprend le contrôle de son corps. Cela sera suffisant à Percy pour prendre la décision qui permettra de sauver les dieux.
La guerre est terminée et la victoire est fêtée dignement. Même Hadès est autorisé à aller sur l'Olympe. Les demi-dieux sont récompensés pour leur courage et leur force. Percy se voit même proposer l'immortalité mais refuse et demande à la place que tous les enfants des dieux même mineurs soient reconnus à leurs treize ans et le monde connaît enfin un moment de paix.
C'est le soir de cette victoire là, le jour de l’anniversaire de Percy qu'Annabeth et Percy s’embrassent pour la deuxième fois sous l’eau. 
Ce roman est le dernier de la série Percy Jackson, qui a pour suite Héros de l'Olympe, avant la publication du sixième tome Le Calice des dieux en 2023.

### Le Calice des dieux
Percy Jackson est informé par son père Poséidon qu'il n'est pas éligible à la Nouvelle Université de Rome en raison d'un pacte entre les Trois Grands dieux. Zeus accepte de permettre à Percy d'y assister s'il accomplit trois quêtes pour les dieux et reçoit des lettres de recommandation. Accompagné de ses amis Annabeth et Grover, Percy entreprend ces missions.
Leur première quête concerne la recherche du calice d'immortalité volé, impliquant Ganymède. Après avoir résolu ce problème, Percy découvre un complot impliquant le dieu de la vieillesse, Géras. Il le défie dans un combat et réussit à récupérer le calice.
La deuxième quête commence lorsque Ganymède a besoin de récupérer le calice rapidement. Avec l'aide d'Annabeth, Grover et des dieux, Percy parvient à le rendre à temps.
Poséidon le rassure, disant que Percy est un véritable héros pour avoir aidé Ganymède. Percy et Annabeth planifient leur avenir ensemble et obtiennent les lettres de recommandation nécessaires pour l'université.
L'histoire se déroule entre les événements de la série Héros de l'Olympe et Les Travaux d'Apollon.

### La Déesse aux trois visages
Percy Jackson a obtenu sa première lettre de recommandation de la part de Ganymède. C'est désormais Hécate qui fait appel à ses services pour garder Hécube et Gale, son chien et son putois. Malheureusement, Grover boit une boisson énergisante à la fraise, qui le transforme en chèvre sauvage, et il détruit l'appartement. Hécube et Gale s'enfuient alors.
L'histoire se déroule entre les événements de la série Héros de l'Olympe et Les Travaux d'Apollon.

### Percy Jackson et les Héros grecs
Ce premier livre hors-série de Percy Jackson est centré sur la vie de héros de la mythologie grecque, racontant leur histoire et quelques anecdotes.

### Percy Jackson et les Dieux grecs
Ce second livre hors-série de Percy Jackson raconte, avec Percy Jackson comme narrateur, la vie des dieux principaux (les douze olympiens et quelques autres principaux). Tout comme pour Percy Jackson et les Héros grecs, la narration est détendue.
Percy Jackson nous raconte la création du monde comme la voyaient les grecs. Il s'arrête ensuite sur chacun des quatorze dieux de l'Olympe et sur quelques autres dieux.

## Personnages
Cette section traite des personnages dans la série Percy Jackson ainsi que dans les séries Héros de l'Olympe et Percy Jackson et les Chroniques de Kane. Les évolutions des personnages dans les séries  Les Travaux d'Apollon et Magnus Chase et les Dieux d'Asgard (pour  Percy et Annabeth) n'y figurent donc pas.

### Pensionnaires et autres personnages de la Colonie des Sang-Mêlés

#### Percy Jackson
Percy Jackson est le fils de Poséidon et de Sally Jackson. Et par conséquent, un personnage récurrent. Il est originaire de Manhattan à New York et a douze ans au début du premier livre. Chaque année, il part en quête avec ses amis via la colline des sangs mélés, afin de sauver l'Olympe des machinations et de l'armée de Cronos, se faisant de nouveaux amis et camarades année après année.
Il possède une épée en bronze céleste (un métal très rare qui peut tuer les monstres) appelée Anaklusmos (ce qui signifie « turbulence marine » en grec ancien) et est un très bon épéiste. Son défaut fatal est sa loyauté envers ceux qui lui sont proches ; il pourrait condamner le monde pour sauver un ami. Dans Le Dernier Olympien, il devient le petit-ami d'Annabeth Chase, qu'il appelle « Puits de Sagesse ».
Il a les cheveux noir de jais et a des yeux vert océan, semblables à ceux de son père Poséidon.

#### Annabeth Chase
Annabeth est la fille de la déesse Athéna et de Fréderick Chase. Elle est un personnage récurrent des romans. Elle vient de San Francisco et, comme Percy, a douze ans au début de la série et seize à la fin. À sept ans, elle fugue de chez elle à cause de l'injustice de sa belle-mère et est résolue à se débrouiller seule dans la rue, attaquée par des monstres, avec pour seule arme un marteau. Là, elle rencontre Thalia Grace et Luke Castellan (dont elle est secrètement amoureuse) qui lui donne son poignard (qui est également la lame maudite ). Ils finissent par se faire emmener à la Colonie des Sang-Mêlés par Grover Underwood, un satyre, mais Thalia, pour leur laisser le temps de s’enfuir se sacrifie et se fait transformer en pin par son père Zeus. Annabeth attendra le pensionnaire qui lui permettrait de partir en quête (et qui sera finalement Percy) toute son enfance. À partir du premier livre, elle devient la meilleure amie de Percy. Il va jusqu'à entreprendre une quête pour la sauver en même temps qu'Artémis dans Le Sort du titan: Dans ce tome, elle est enlevée par un manticore et doit supporter le poids du ciel, tout comme l'a fait Atlas durant des millénaires et Luke juste avant elle. Elle finit aussi par obtenir sa propre quête, ce dont elle rêvait, qui la mènera dans le labyrinthe de Dédale. Dans le dernier tome, ses sentiments pour Luke s'estompent et elle tombe amoureuse de Percy dans Le Dernier Olympien. Elle appelle Percy « Cervelle d'Algues ». Son défaut fatal est l'orgueil, elle pense être capable de reconstruire le monde toute seule    
Elle est blonde et a des yeux gris orageux comme sa mère, Athéna.

#### Grover Underwood
Grover est un satyre, meilleur ami de Percy ainsi que son protecteur. Il est à la recherche des demi-dieux ignorant leurs origines divines dans différents endroits des États-Unis pour les amener à la colonie des sangs mêlés. Son but est de réussir une mission afin d'obtenir son permis de chercheur pour trouver Pan. Il obtiendra son permis après de nombreuses difficultés, trouvera Pan dans La Bataille du labyrinthe. À la fin de la série, il devient membre du conseil des Sabots Fendus.
Grover est celui qui en sept ans trouve les demi-dieux les plus puissants du monde : Thalia, fille de Zeus en premier (mais il échoue à la ramener vivante), Percy, fils de Poséidon ensuite, et Bianca et Nico Di Angelo en dernier. Il a une flûte de Pan et a une peur bleue des souterrains et des Cyclopes (même si Tyson est un de ses amis).

#### Tyson
Tyson est un Cyclope, fils de Poséidon et d'une Nymphe et par conséquent, demi-frère de Percy. Il vit ses sept premières années à la rue. Il apparaît dès le deuxième livre La Mer des monstres. En tant que Cyclope il est résistant au feu, et en tant que fils de Poséidon, il peut respirer sous l'eau et adore les hippocampes. Il raffole de beurre de cacahuètes . À la fin du deuxième livre, il partira pour les forges des Cyclopes, où il construira tous types d'armes. Il fera partie de la quête dans le labyrinthe de Dédale et combattra aux côtés des pensionnaires dans La Bataille du labyrinthe. Il ne participera pas à l'assaut de Manhattan avant que Poséidon ne décide d'intervenir. Tyson mènera alors l'attaque contre Typhon et sera nommé général de l'armée de Cyclopes. Son arme fétiche est une massue.
À la fin du dernier tome, Zeus lui offre le meilleur bâton jamais conçu.

#### Travis et Connor Alatir
Travis et Connor Alatir sont frères (mais pas jumeaux, bien que leur grande ressemblance et complicité prête à confusion), fils d'Hermès. Ils sont tous les deux grands conseillers du bungalow d'Hermès. Ils apparaissent dans La Mer des monstres. Ils ne jouent pas de grand rôle pendant les premiers livres. Ils participent à la Bataille du Labyrinthe et de Manhattan où chacun d'entre eux commande une moitié du bungalow 11 (celui d'Hermès). Ils sont assez récurrents durant toute la série sauf dans  Le Voleur de foudre où ils ne sont pas présents.
Ils sont décrits comme ayant des personnalités très proches. Ils sont tous les deux rusés et espiègles.
Castor et Pollux
Castor et Pollux sont deux demi-dieux, fils de Dionysos. Ils se ressemblent comme deux gouttes d'eau et sont très proches.
Castor est tué par un Sang-Mêlé du camp de Cronos durant La Bataille du Labyrinthe. Pollux en a le cœur brisé. Durant les funérailles de son frère, il tente de prononcer un discours pour lui rendre hommage mais sa voix s'étrangle et il se contente de prendre le flambeau et d'allumer le bûcher funéraire. Plus tard, Dionysos paraît également très attristé par la mort de son fils.
Dans Le Dernier Olympien, Dionysos demande à Percy de veiller sur Pollux. Ce dernier a un bras cassé mais dit qu'il pourra toujours se battre avec l'autre. Percy, pour respecter la promesse qu'il a faite à Dionysos, lui dit de rester pour soigner les blessés.

#### Katie Gardner
Katie Gardner est la fille de Déméter et la conseillère en chef du bungalow du même nom. Elle déteste les frères Alatir depuis le jour où ils ont décoré le toit du bungalow 4 (celui de Déméter) avec des lapins de Pâques en chocolat. Elle participe à la Bataille de Manhattan durant laquelle elle tente de motiver les demi-dieux lorsqu'ils défendent désespérément l'Empire State Building.

#### Clarisse La Rue
Clarisse est une fille d'Arès et est originaire de Phoenix, en Arizona. Elle martyrise Percy dès leur rencontre et le traite très souvent de « tocard » (surnom que lui a donné Arès). Elle traite aussi Annabeth de « Puits de Sagesse ». Néanmoins, la jeune fille va être sauvée par son ennemi de toujours dans La Mer des monstres, malgré la rancune qu'elle éprouve envers lui et ne réussira sa quête de la Toison d'Or que grâce à lui. Dans Le Dernier Olympien, lors de la bataille de Manhattan, elle sauve l'armée de la colonie d'un drakon, monstre que seul un enfant d'Arès pouvait tuer (elle a reçu la bénédiction d'Arès pendant le combat). Elle finit même par apprécier Percy. Elle est la conseillère du bungalow d'Arès.
Elle possède une lance électrique qu'elle appelle la Mutileuse (mais Percy a cassé sa première lance électrique) et qui en dit long sur son caractère.
Elle a les cheveux bruns filasses. Elle a un petit ami : Chris Rodriguez.

#### Nico di Angelo
Nico di Angelo est un fils d'Hadès et est originaire de Venise. Il apparaît pour la première fois dans Le Sort du titan. À l'époque il était fan d'un jeu appelé Mythomagic qui regroupait les dieux et déesse grecs. Lui et sa sœur sont sauvés par Annabeth et Percy aidés d'Artémis et de ses chasseresses, alors qu'ils se faisaient attaquer par un manticore. Il voue une grande admiration à Percy et en tombe amoureux. Âgé de 10 ans dans Le Sort du titan, il a vécu figé dans cet âge pendant environ soixante-cinq ans. En effet, il est né en 1932, mais le pacte des Trois Grands a incité Hadès à les placer, lui et sa sœur Bianca, dans l'hôtel-casino du Lotus de Las Vegas en 1942 ou 2 ans équivalent à presque 60 ans. Il est très content à l'idée d'être un demi-dieu. Mais son enthousiasme retombe lorsqu'il se rend compte que les autres demi-dieux craignent le fils d'Hadès, dieu qui n'est pas très apprécié. Lorsqu'il découvre que Percy a manqué à sa promesse de protéger Bianca, morte pendant une quête, il en conçoit une grande rancune, et son admiration ainsi que son amour pour le héros disparaîtront. Il ne verra plus Percy pendant des mois, fréquentant plus les morts que les vivants. Après une invocation de Bianca, il finira cependant par se ranger du côté de Percy et de la colonie, combattant à leurs côtés à la bataille du labyrinthe et à la bataille de Manhattan. Quand le bungalow 13, celui d'Hadès, est terminé, il en est le seul pensionnaire, mais ne s'y rend pas beaucoup, n'étant que rarement à la colonie.
Contrairement aux autres demi-dieux, l'arme de Nico n'est pas en bronze céleste mais en fer stygien. Elle est cependant tout aussi efficace pour tuer les monstres et elle a aussi la capacité d'absorber toute la vitalité du monstre qui est détruit, ce qui permet ainsi de renforcer la lame. Il a aussi la capacité d'invoquer les morts. Son défaut fatal est la rancune. Il est appelé "Le Roi Fantôme"
Très discret et mystérieux, beaucoup de ses camarades le craignent. Il tait son homosexualité, craignant les moqueries. Il se rapproche beaucoup de Will Solace à la fin de la saga.

#### Chris Rodriguez
Chris Rodriguez est un indéterminé. Dans Le Voleur de foudre, il appartient au bungalow d'Hermès. Entre Le Voleur de Foudre et La Mer des monstres, il rejoint le camp de Cronos. Lors du deuxième tome, à bord du Princesse Andromède, Percy, Annabeth et Tyson, surprennent une conversation entre Chris et un autre demi-dieu. Pendant Le Sort du titan, Luke l'envoie en éclaireur dans le Labyrinthe où il rencontre le géant  Antée et le roi fantôme Minos qui lui fait subir mille-et-une tortures, ce qui a pour effet de lui faire perdre la raison. Clarisse La Rue le retrouve et le ramène à la Colonie où Percy surprend la fille d'Arès le réconforter. A la fin de La Bataille du labyrinthe, Dionysos le guérit de sa folie et Clarisse et Chris tombent amoureux. Chris participera au vol d'un char lors d'une expédition menée par les Arès et les Apollon. Il prend également part à la Bataille de Manhattan.
On ne sait jamais qui est le parent divin de Chris étant donné qu'il n'apparaît pas dans les séries suivantes.

#### Charles Beckendorf
Charles Beckendorf est un fils d'Héphaïstos. Il n'intervient que très peu dans les premiers livres, apprenant à Tyson comment forger une épée ou aidant Percy à s'occuper de Kitty O'Leary. Dans le dernier ouvrage, Le Dernier Olympien, lors d'une mission pour détruire le Princesse Andromède qui a mal tourné, il se sacrifie pour sauver Percy et détruire le navire.
Charles était le meilleur forgeron de la colonie, et il sortait avec Silena Beauregard du bungalow d'Aphrodite qui ne s'est jamais remise de sa mort.

#### Silena Beauregard
Silena Beauregard est une fille d'Aphrodite. Elle n'intervient que peu dans les premiers livres, apprenant à Percy à chevaucher Pégase par exemple. Ce n'est que dans Le Dernier Olympien qu'elle jouera un rôle plus important. En effet, le bungalow d'Arès ayant refusé de se battre, elle va se faire passer pour Clarisse pour les mener à la bataille. Elle mourra, blessée mortellement par un drakon, et c'est juste avant de mourir qu'elle avoue à Percy qu'elle était l'espionne de Cronos à la Colonie.

#### Lee Fletcher
Lee Fletcher est le fils d'Apollon. Il est le conseiller en chef du bungalow d'Apollon. Lors des jeux dans la forêt de la Colonie organisés par Quintus\Dédale, il fait équipe avec Clarisse. Ensemble, ils remportent les lauriers. Il prend part à la Bataille du Labyrinthe au cours de laquelle il est tué.

#### Jake Mason
Jake Mason est le fils d'Héphaïstos. Il apparaît au début du Dernier Olympien quand il est nommé en hâte conseiller en chef du bungalow d'Hephaïstos à la suite de la mort de Charles Beckendorf. Il dirige les « Héphaïstos » lors de la Bataille de Manhattan.

#### Chiron
Chiron est l'instructeur des demi-dieux. C'est un centaure. Fils de Cronos, il combat contre son père. Il a beaucoup de cousins, les Poneys Fêtards, qui viennent en aide à la colonie quand il le faut. Dans Le Voleur de foudre il se faisait passer pour le professeur de latin de Percy. D'ailleurs Chiron connaissait la Grande Prophétie, il ne la révélera que très tard à Percy, pensant retarder la prophétie et protéger le fils de Poséidon : il n'a en effet jamais douté que le « demi-dieu fils des dieux Aînés » (Zeus, Hadès et Poséidon) était Percy.
Lorsqu'il souhaite passer pour un humain, il comprime son corps de cheval dans un fauteuil roulant magique.

#### L'oracle de Delphes
L'Oracle de Delphes est un esprit incarné dans une jeune femme mortelle, qui prédit l'avenir. Dans les années 1930/1940, l'Oracle a énoncé la Grande Prophétie, menaçant alors Hadès et ses deux enfants Nico et Bianca. Lorsque Zeus tente de tuer les deux enfants mais n'atteint que leur mère, Hadès décide de maudire l'hôte mortelle de l'Oracle : l'Oracle ne sortira jamais du corps de cette femme même quand elle sera morte, ceci tant que Nico et Bianca seront menacés par la Grande Prophétie. Et quand bien même le corps de l'hôte tomberait en poussière, alors l'Esprit de l'Oracle disparaîtrait à jamais. Ignorant la malédiction, May Castellan tentera d'accueillir l'Oracle, échouera et deviendra folle. C'est la raison majeure de la fugue de son fils Luke. Ce n'est qu'à la fin du livre Le Dernier Olympien, quand la Grande Prophétie s'est réalisée, que l'Oracle peut trouver un nouvel hôte en Rachel Elizabeth Dare. Cette dernière habite alors la moitié du temps au fond d'une grotte dans le camp des sang-mêlé. L'autre moitié du temps elle vit chez son père qui est riche, pour aller à une école privée de mortelle.

#### Dédale
Dédale est un architecte fabuleux, inventeur de génie et fils d'Athéna. Après avoir construit le fameux Labyrinthe qui porte son nom, destiné au Minotaure, il aida Thésée grâce au fil d'Ariane, la fille du roi Minos. Celui-ci l'y enferma avec son fils, Icare. Par la suite, Dédale parvint à tuer le roi Minos, mais le fantôme de ce dernier jura de le tourmenter éternellement. Dédale est enfermé depuis un millénaire dans le labyrinthe, qu'il connaît par cœur. Dans La Bataille du labyrinthe, il en sort sous le nom de Quintus (qui signifie « le cinquième » en latin), afin de remplacer Monsieur D., parti en mission. Il a une chienne des Enfers : Kitty O'Leary et a survécu des siècles en transférant son âme dans des automates qu'il a construit. Il meurt à la fin de La Bataille du labyrinthe, se sacrifiant pour détruire son œuvre et tuer les monstres qui s'y trouvent. À sa mort, il passe par le conseil des morts où l'un des trois juges est le roi Minos qui veut le faire bouillir dans une marmite jusqu'à la fin des temps, mais Hadès intervient et trouve une punition parfaite pour Dédale : ce dernier est condamné à construire des ponts autoroutiers et des bretelles de sortie dans la Plaine des Asphodèles, réglant du même coup les problèmes de circulation. Il continue ainsi à construire et peut voir souvent son fils Icare et son neveu Perdix qu'il a tué. Annabeth a hérité de son ordinateur avec toutes ses notes d'architecture tandis que Percy hérite de son chien des Enfers, Kitty O'Leary.

#### Michael Yew
Michael Yew est le conseiller en chef du bungalow d'Apollon à partir de  La Bataille du labyrinthe, à la suite de la mort de son frère Lee Fletcher. Il meurt lors de la bataille de Manhattan, sur le pont de Williamsburg où Percy le tue involontairement.

#### Will Solace
Will Solace est un demi-dieu grec et est le fils d'Apollon. Pendant Le Dernier Olympien il devient le conseiller en chef du bungalow à la suite de la disparition de son demi-frère Michael Yew. Il possède des talents de guérisseur et guérit Annabeth. Il combat les troupes de Cronos et survit à la bataille. Il se rapproche beaucoup de Nico di Angelo à la fin de la saga et se met en couple avec celui-ci.

### Chasseresses

#### Zoé Nightshade
Zoé est la lieutenante des Chasseresses d'Artémis, la seule à l'appeler "ma reine". Elle aurait prêté serment plus de mille ans auparavant. Fille d'Atlas, elle était une Hespéride avant d'être rejetée par ses sœurs pour avoir aidé Héraclès à obtenir une Pomme d'Or du jardin. Orgueilleuse, très misandre (elle déteste les garçons) mais courageuse, elle décède d'une blessure empoisonnée causée par Ladon, le dragon gardien du jardin des Hespérides, très affaiblie après le combat contre son père Atlas. Pour lui rendre hommage, Artémis la place à jamais parmi les étoiles, dans une nouvelle constellation. C'est Thalia Grace qui lui succède en tant que lieutenante des Chasseresses à la fin du 3e livre.

#### Thalia Grace
Thalia Grace est la fille de Zeus. On connaît son histoire (elle s'est sacrifiée pour sauver Luke, Annabeth et Grover mais Zeus a décidé de la transformer en pin). Thalia n'apparaît pourtant que dans les dernières pages de La Mer des monstres, le deuxième tome de la série, expulsée du pin par la Toison d'Or. Elle devrait avoir environ vingt ans, mais ayant été transformée en pin, elle a vieilli moins vite. Elle est donc devenue immortelle, figée dans ses quinze ans, échappant de justesse à la Grande Prophétie grâce à Artémis qui fait d'elle une chasseresse à la mort de Zoé Nightshade (la lieutenante du groupe) la veille de son seizième anniversaire dans Le Sort du titan. Elle participera avec les Chasseresses à la bataille de Manhattan.
Elle possède une réplique d'Aegis, le bouclier avec la tête de méduse qui terrifie ses ennemis. Elle est amie avec Grover, Annabeth, Percy et anciennement Luke. Elle se dispute souvent avec Percy en raison de la rivalité entre leurs parents immortels. En tant que fille de Zeus, elle peut créer la foudre mais paradoxalement, bien que son père soit le dieu du ciel, elle a le vertige. Sa sagesse et sa violence rappellent Atalante.Elle a un petit frère que l'on découvre dans héros de Olympe, Jason Grace fils de Jupiter (Zeus version romaine). Elle se disputait souvent avec sa mère Beryl Grace qui est morte dans un accident de voiture .

#### Bianca di Angelo
Bianca di Angelo est la sœur de Nico. Elle a deux ans de plus que son frère et comme lui, elle a vécu figée dans le temps pendant plusieurs décennies dans le Casino du Lotus (Percy va lui aussi être enfermé dans le Casino dans le premier tome). Elle est née en 1930. Elle a à peine appris sa condition de demi-déesse qu'elle décide de rejoindre les Chasseresses d'Artémis. Elle participe à la quête organisée pour aller sauver la déesse. Ayant déclenché l'attaque de Talos dans un dépôt d'Héphaïstos, elle se sacrifie pour sauver ses amis, ce qui afflige terriblement Nico et le conduit à détester Percy (ce dernier avait fait la promesse de protéger Bianca durant leur quête). Cependant, quand Nico invoque son fantôme en présence de Percy, elle explique à Nico que ce n'est pas sa faute et qu'il ne faut pas garder rancune. Elle refuse que Nico la ressuscite. C'est cette invocation qui fera que Nico se rangera du côté de Percy.

#### Phoebe
Phoebe apparaît dans le tome 3, Le Sort du titan. Elle plante des flèches dans les casques de frères Alatir, elle est choisie pour mener la quête de retrouver Artémis mais les frères Alatir se vengent en lui offrant un tee-shirt imbibé de sang de centaure, un poison très douloureux. Elle y survit.

### Dieux

#### Zeus
Zeus est le dieu de la foudre, des ondes et des cieux .Il est aussi le Roi des dieux. Colérique mais juste, il est aussi le père de Thalia. Zeus pose beaucoup d'obstacles sur le chemin de Percy. Jamais à court de menaces, comme foudroyer Percy en plein ciel s'il s'entête à vouloir voyager par avion, il finit cependant par s'incliner devant le fils du dieu de la mer après que ce dernier ait sauvé l'Olympe dans Le Dernier Olympien et lui propose alors de devenir un dieu mineur, ce que Percy refuse. Son bungalow porte le numéro 1.

#### Héra
Épouse et sœur de Zeus, Héra est l'une des trois déesses, avec Artémis et Hestia, à ne pas avoir de descendance à demi-mortelle. En effet, puisqu'elle est la déesse du Mariage, elle reste fidèle à son mari. Malheureusement pour elle, on ne peut pas en dire autant de ce dernier qui multiplie les conquêtes divines comme mortelles. Héra est d'ailleurs connue pour sa jalousie et sa volonté de nuire à la descendance illégitime de son mari ainsi qu'à ses amantes. Naturellement son bungalow est construit juste à côté de celui de Zeus et porte le numéro 2. Elle apparaît tout d'abord dans Le Sort du titan, où elle s'oppose à la condamnation à mort de Percy, puis dans La Bataille du labyrinthe. À la fin de ce même livre, elle est définitivement rejetée par Annabeth et Percy. Ces derniers la surnomment d'ailleurs "La reine des vaches", en raison des bovidés qu'elle envoie semer leurs excréments sur le chemin d'Annabeth pour se venger. Elle a pour attributs le paon, un diadème et un sceptre.

#### Poséidon
Poséidon est le père de Percy, de Tyson et est le dieu de la mer, des chevaux et des tremblements de terre. Il est l'un des Trois Grands Dieux avec ses deux frères Zeus et Hadès. À défaut de porter une chemise hawaïenne ainsi que son éternel bermuda, il est armé d'un dangereux trident. Poséidon est caractérisé par ses cheveux noirs de jais et des yeux verts d'eau qu'il a légués à Percy. Il a l'allure d'un pêcheur (peau mate et burinée par le soleil). D'un tempérament réfléchi et posé, il n'hésite pas à s'opposer aux autres dieux lors des conseils. Même s'il n'approuve pas toujours le comportement de son fils, il finit par se ranger à ses avis et a exprimer sa fierté envers Percy à la fin du tome Le Dernier Olympien. Il est très attaché à la survie de son fils et a confiance en lui, se portant garant de lui et lui offrant de l'aide quand il le peut. À la colonie, son bungalow est le numéro 3.

#### Déméter
Déméter, la déesse des moissons et de l'agriculture, n'apparaît que peu dans l'histoire. On l'aperçoit aux Enfers, en tant qu'invitée d'Hadès, où elle vante les qualités nutritionnelles des céréales qu'elle croit bénéfiques pour tous, même pour Hadès. Elle est très attachée à sa fille Perséphone qu'elle doit partager avec son cruel gendre Hadès, un semestre sur deux. À la colonie, son bungalow est le numéro 4. Elle est notamment la mère de Katie Gardner.

#### Arès
Dieu de la guerre, Arès a une allure de voyou, des orbites vides ornées de flammes et des cicatrices sur tout le corps. Clarisse et ses autres enfants vivent dans le bungalow 5 de la colonie. Il se révèle un père dur et froid pour Clarisse, sauf à la fin où, à sa manière, il démontre son attachement pour sa fille. Il pose problème à Percy tout au long de ses aventures, tant en le trompant qu'en le manipulant (sa défaite lors d'un combat contre Percy n'arrange pas son ressentiment). Arès finit par s'incliner devant Percy bien qu'il subsiste en lui une rancœur non dissimulée. Il est l'amant d'Aphrodite, la femme de son frère Héphaïstos.

#### Athéna
Déesse de la stratégie guerrière et de la sagesse, Athéna est la mère d'Annabeth. Elle est très opposée à l'amitié que porte Percy à sa fille et n'hésite pas à le menacer. Bien qu’Athéna ait juré de rester vierge, elle conçoit ses enfants à partir de ses pensées et en fait don aux hommes qu'elle aime. À la fin du livre Le Dernier Olympien, elle s'incline devant l'héroïsme de Percy et accepte finalement qu'il sorte avec sa fille. Le bungalow de ses descendants porte le numéro 6 et est représentatif de sa personnalité, à savoir des bibliothèques remplies de livres, des établis de plans architecturaux et d'inventions complexes.

#### Apollon
Dieu du Soleil, de la musique, de la poésie, de la médecine et de la beauté, Apollon a l'allure d'un jeune homme blond d'environ 17 ans éclatant de beauté. Il aide Percy et ses amis dans sa quête dans Le Sort du titan. D'un naturel rêveur, obstiné et surtout inconscient, Apollon aime à guider les demi-dieux vers des situations catastrophiques (lorsqu'il laisse Thalia conduire son char) et fait des vers terribles. Cependant c'est un dieu qui dévoile de bonnes intentions envers Percy et sa sœur Artémis, envers qui il est très protecteur. Ses descendants demi-dieux vivent dans le bungalow 7.

#### Artémis
Artémis, déesse de la chasse, des vierges et de la lune a juré de garder sa virginité. Elle est entourée de Chasseresses qui lui vouent fidélité absolue. D'une manière générale, Artémis évite le contact avec les hommes sauf celui de son frère jumeau Apollon. Elle prend l'apparence d'une jeune fille auburn d'environ 12 ans qui est la moyenne d'âge de son groupe de Chasseresses. Bien qu'un bungalow à la colonie lui soit réservé (le numéro 8), personne n'y vit du fait de l'inexistence de sa descendance. Cependant, elle autorise ses Chasseresses à y vivre lors de situations exceptionnelles, comme dans Le Sort du titan, lorsqu'elle doit partir seule chasser un monstre. Elle est du côté de Percy, celui-ci l'ayant sauvée de la malédiction du Titan.

#### Héphaïstos
Époux d'Aphrodite et père de Charles Beckendorf, Héphaïstos est le dieu de la forge et du feu. Il est plutôt d'une nature paranoïaque (ses pièges ont posé beaucoup de problèmes aux demi-dieux), mais reste toutefois un dieu brillant (ses œuvres en ont émerveillé plus d'un). Il demande de l'aide à Percy dans La Bataille du labyrinthe en échange d'informations, lui disant comment s'orienter dans le labyrinthe de Dédale. Les demi-dieux qu'il revendique habitent le bungalow 9.

#### Aphrodite
Déesse de l'amour et mère de Silena Beauregard, Aphrodite n'hésite pas à manipuler les hommes pour trouver l'élue de leur cœur. Elle est dotée d'un physique ravissant et très attirant qui fascine tous les hommes qu'elle croise. Arès étant tombé sous son charme, elle n'hésite pas à tromper Héphaïstos, son époux, avec lui. Elle possède aussi un caractère bien plus profond qu'elle ne veut le montrer et un sens de l'esthétique très poussé. Elle est la plus ancienne des Olympiens puisqu'elle est née du sang d'Ouranos (personnification du Ciel et père des Titans), qui est le père de Cronos. Elle est extrêmement puissante, l'amour pouvant pousser à la folie, comme lors de la guerre de Troie. Aphrodite s'est mis en tête de faire tomber Percy sous le charme d'Annabeth, ce qui réussit, bien qu'on ne sache pas si elle est impliquée personnellement. Elle peut se révéler être une mère attentive. Silena et ses autres descendants vivent dans le bungalow numéro 10.

#### Hermès
Hermès est le dieu du commerce, des voyageurs, des voleurs et de la ruse. Il est aussi le messager des dieux et le père de Luke Castellan, des frères Alatir et d'autres demi-dieux. Il est certainement le dieu qui compte le plus de descendants demi-mortels. Son bungalow à la colonie est le numéro 11. C'est également le plus rempli puisqu'il accueille tous les demi-dieux non revendiqués en plus de ses propres enfants, tradition qui prend fin dans Le Dernier Olympien avec le souhait de Percy que tous les dieux reconnaissent leur progéniture avant les treize ans de l'enfant. D'une nature plutôt joviale et rusée, Hermès n'hésite pas à aider Percy dans sa quête dans La Mer des monstres. Néanmoins ce dieu cache aussi de profondes blessures, en particulier au sujet de Luke et de sa mère May. Percy s'en rend bien vite compte lorsqu'il provoque le dieu dans Le Dernier Olympien. Il a toujours avec lui son caducée, transformé en téléphone lorsqu’il n’en a pas l'utilité.

#### Janus
Janus est le dieu des portes et des choix. Dans La Bataille du labyrinthe, il harcèle Annabeth de choisir entre deux portes. Héra intervient et Janus s'en va. A la fin du tome 4, il se rallie à Cronos.

#### Morphée
Morphée est le dieu des rêves. A la fin du tome 4, il se rallie à Cronos. Entre les tomes 4 et 5 (au mois de juin), Morphée observe Manhattan afin de savoir exactement le nombre de personnes mortelles qu'il doit endormir mais Grover intervient et Morphée l'endort pendant deux mois.

#### Dionysos
Monsieur D. plus connu sous le nom de Dionysos est le dieu de la vigne, du vin, du théâtre et de la fête et est le directeur de la colonie des Sang-Mêlés. Il s'y trouve en exil, puni par son père Zeus pour avoir succombé au charme d'une nymphe déclarée zone interdite. Monsieur D. ayant horreur de cette punition est très sévère avec les pensionnaires, mais il lui arrive d'être sympathique, bien que cela soit très rare. Il n'apprécie pas du tout les héros, en raison des souffrances que Thésée a fait subir à Ariane, que Dionysos a épousé. Il perd un de ses fils jumeaux dans La Bataille du labyrinthe, et demande à Percy de protéger le second (qui est aussi le dernier de ses enfants) dans Le Dernier Olympien. Le bungalow 12 lui est dédié. Il adore écorcher le nom de Percy qui se transforme en Peter Johnson, Pierre, Perry Johannson ou d'autres. Après la guerre, Zeus, pour récompenser son fils, décide de réduire sa peine de 50 ans.

#### Hadès
Hadès est le dieu des morts, des enfers et des richesses ; Nico et Bianca di Angelo sont ses enfants. Tout comme Zeus il est un redoutable opposant à Percy. Dans Le Dernier Olympien, il finit par l'emprisonner, espérant alors que Nico deviendrait le héros de la Prophétie. Il cesse ses manigances lorsque Percy enjoint aux dieux d'accepter tous les enfants issus de tous les dieux. Hadès est aussi reconnu par l'Olympe avec honneur puisqu'il a mis un terme à la sanglante bataille de Manhattan et a été d'un grand secours. À la suite de la requête de Percy auprès des dieux, il se voit construire un bungalow en obsidienne massive à la colonie, le numéro 13, qui accueillera son fils Nico.

#### Hestia
Hestia, la déesse du Foyer et du feu sacrée, a elle aussi juré de rester vierge. Elle aide Percy dans Le Dernier Olympien en le conseillant et en lui insufflant de l'espoir alors qu'il croit tout perdu. C'est elle qui reçoit des mains du fils de Poséidon la célèbre boîte de Pandore qui ne renferme plus que les espoirs de l'humanité. Elle prend la forme d'une petite fille au regard farouche. En plus de ne pas avoir de descendant, elle n'a pas non plus de bungalow qui lui soit dédié. Sa première apparition, discrète, se produit au début du premier tome Le Voleur de foudre, lorsque Percy arrive à la colonie : il voit un soir une petite fille ravivant les flammes du feu de camp. À la fin du livre Le Dernier Olympien, Percy comprend que c'est elle, la dernière olympienne.

### Cronos et ses serviteurs

#### Cronos
Cronos, le seigneur des Titans, est récurrent dans la série. En effet, s'il n'est pas réellement présent les trois premiers tomes, il apparaît dans les rêves et il est souvent mentionné, étant le plus grand ennemi de la colonie. Par l'intermédiaire de rêves, il rallie des demi-dieux (tentant même de rallier Percy ou d'utiliser Thalia) et se crée une armée de monstres grâce à Luke. Dans La Bataille du labyrinthe, il ressuscite dans le corps de Luke quand Ethan Nakamura lui prête allégeance. Dans Le Dernier Olympien, Luke reprend cependant le contrôle de son corps et se sacrifie, empêchant Cronos de recouvrer toute sa puissance. Cronos se retrouve de nouveau en morceaux dans le Tartare, tellement épars que cette fois, il ne pourra peut-être pas se reconstituer (bien qu'il soit encore vivant puisqu'il est immortel).

#### Luke Castellan
Luke est un des fils d'Hermès et vient de Westport, dans le Connecticut. Il fugue de chez lui à l'âge de neuf ans et erre des années seul avant de trouver Thalia, Annabeth, puis Grover. Arrivé à la colonie grâce au sacrifice de Thalia, il y vivra plusieurs années en tant que pensionnaire permanent, puis, en raison d'une quête qui a mal tourné, il se placera du côté de Cronos, combattant pour lui, contre Percy et la colonie, allant même jusqu'à accueillir l'âme de Cronos dans son corps avant la résurrection totale du Titan. À la fin du dernier tome, il reprend le contrôle de son corps pour quelques instants et se sacrifie pour sauver l'Olympe, se rendant compte de ce qu'il a fait. Il meurt à l'âge de 23 ans.

#### Ethan Nakamura
Ethan Nakamura est le fils de Némésis, déesse de la Vengeance. Sauvé par Percy dans La Bataille du labyrinthe, il finit par le trahir en prêtant allégeance à Cronos, permettant ainsi son retour. Lors du combat sur l'Olympe même dans Le Dernier Olympien, il se rend compte que ses actions ne correspondent pas aux principes de sa mère. Il va alors se retourner contre Cronos mais sera jeté dans le vide par celui-ci et en mourra. Sa mort n'aura pas été vaine cependant puisque Percy va faire le vœu que tous les enfants de tous les dieux soient reconnus, afin d'empêcher une nouvelle guerre. Ethan avait payé un œil pour que ce jour arrive, mais c'est finalement de sa vie qu'il aura payé pour obtenir cela.

### Autres personnages

#### Sally Jackson
Sally est la mère de Percy. Elle est dotée de la vision claire (elle voit à travers la Brume) mais celle-ci baisse au fur et à mesure qu'elle vieillit. Sally est d'une nature posée et calme mais n'hésite pas à sortir de ses gonds lorsqu'elle sait son fils en danger. Elle a épousé Gaby Ugliano, dont l'odeur humaine est si forte qu'elle cache l'odeur de demi-dieu très puissante de Percy. À la fin du livre Le Voleur de foudre, elle finit par se débarrasser de lui grâce à la tête de Méduse. Elle se remarie avec Paul Blofis entre La Bataille du labyrinthe et Le Dernier Olympien.
Sally rêve de devenir écrivaine, rêve qui se réalise progressivement dans la série. Pour Poséidon, elle est la meilleure femme qu'il ait vu depuis plus de mille ans.

#### Gaby Ugliano "Pue-Grave"
Gaby Ugliano est un mortel et le premier beau-père de Percy. Il passe son temps à fumer et à jouer au poker avec deux de ses amis et Eddie, le gardien de l'immeuble. Il n'apparaît que dans Le Voleur de foudre. Il déteste Percy. Sally l'a épousé car il dégage une telle puanteur que les monstres ne peuvent pas sentir Percy. Il est furieux lorsque sa Camaro est détruite et accuse Percy. A la fin du premier tome, il est pétrifié par la tête de Méduse et sa statue est vendue. Sally signale également sa disparition mais a la très nette impression qu'on ne le reverra \ retrouvera jamais

#### Rachel Elizabeth Dare
Rachel est une fille humaine, du même âge que Percy, mais qui a le don de vision claire : elle voit à travers la Brume. Apparaissant brièvement dans Le Sort du titan, elle prend un rôle plus important à partir de La Bataille du labyrinthe. Grâce à sa vision claire, elle guidera Annabeth et Percy dans le labyrinthe. À la fin du livre Le Dernier Olympien, Rachel devient l'Oracle de Delphes. Sa première prophétie est la Prophétie des Sept, qui se trouve être la nouvelle Grande Prophétie.
C'est une jeune fille rousse couverte de taches de rousseur.

#### Calypso
Pour les articles homonymes, voir Calypso (homonymie).
Dans La Bataille du labyrinthe, elle aide Percy à se remettre d'un terrible accident qui a failli causer sa mort. Elle vit sur une île secrète nommée Ogygie, et sa punition est de vivre éternellement seule car elle s'est rangée du côté de son père lors de la première guerre entre Dieux et Titans. Les Parques lui envoient un héros (comme Percy) une fois par millénaire, le genre de héros dont elle ne peut s'empêcher de tomber amoureuse. Dès qu'un héros quitte son île, il n'en retrouve plus jamais le chemin.

### Créatures

#### Blackjack
Blackjack est un pégase noir, sauvé par Percy dans La Mer des monstres alors qu'il était prisonnier sur le Princesse Andromède. Depuis, il aide Percy dans ses aventures lorsqu'il a besoin de se déplacer rapidement, et grâce au don de Percy de parler avec les chevaux, il peut communiquer avec lui. Il appelle Percy "patron" ce que le fils de Poséidon déteste.

#### Kitty O'Leary
Kitty O'Leary est la chienne des Enfers de Dédale dans La Bataille du labyrinthe, et devient la chienne de Percy à la mort de Dédale. Elle a le pouvoir de voyager où elle le souhaite et de pouvoir transporter quiconque est sur son dos en allant en vol d'ombre. Elle sera très utile à Percy pour lui permettre d'aller rapidement de la Colonie au Connecticut puis pour rentrer chez lui. Ses qualités offensives seront également bien utiles lors de la bataille de Manhattan.

#### Ophiautoros
L'Ophiautoros est une créature mi-vache mi-serpent de sexe masculin, que Percy a rencontré pour la première fois dans Le sort du Titan, via Blackjack qui l'avait appelé afin de libérer une créature marine des mailles d'un filet. Ne connaissant pas ce monstre Percy décide de le nommer Bessie croyant que c'était une femelle. Il l'a recroisée brièvement plus tard lors de sa quête au barrage Hoover. C'est Grover, le seul à comprendre le langage de l'Ophiautoros qui va ramener la créature à l'Olympe avant qu'elle ne soit capturée par Luke. A la fin de leur quête Percy, Annabeth et Thalia arrivent à convaincre Zeus de ne pas tuer l'animal. Poséidon et Héphaïstos s'engagent à lui construire un aquarium à l'Olympe. 

## Les Prophéties
Les prophéties tiennent un grand rôle dans cette série de livres, comme celui d'apparaître dans chaque livre de la série. Le demi-dieu chargé de la quête est envoyé voir l'Oracle (dont le pouvoir vient d'Apollon) pour aller recevoir une prophétie qui sera utilisé comme guide durant leur quête. Percy a personnellement reçu une prophétie, tandis que les trois autres furent annoncées à Clarisse, Zoé Nightshade et Annabeth. La plus grande prophétie est annoncée en début de cinquième tome et concerne le sort de l'Olympe.

### La Prophétie de Percy
Dans Le Voleur de foudre, Percy est sélectionné pour recevoir la prophétie et mener la quête pour retrouver le foudre de Zeus. Quand il rencontre l'oracle momifié, il reçoit cette prophétie :
Tu iras à l'ouest et tu rencontreras le dieu qui s'est retourné, 1 

Tu trouveras ce qui fut volé et le verra restitué sans dommage, 2 

Tu seras trahi par quelqu'un qui se dit ton ami, 3 

Mais à la fin, tu n'arriveras pas à sauver ce qui compte le plus.4
- 1 Percy s'est rendu vers l'ouest des États-Unis pour rencontrer Hadès mais en réalité le "dieu qui s'est retourné" était Arès.
- 2 Percy a trouvé l'éclair primitif de Zeus et le casque d'invisibilité d'Hadès et les a restitués sans dommage.
- 3 Percy fut trahi par Luke Castellan, fils d'Hermès qui se disait son ami alors qu'il avait volé les deux objets et travaillait pour Cronos, le roi des Titans.
- 4 Percy n'est pas parvenu à ramener sa mère des Enfers, son principal objectif. Hadès la libère tout de même car il a récupéré son casque d'invisibilité.

### La Prophétie de Clarisse
Dans le deuxième tome de la série, La Mer des monstres, c'est à Clarisse qu'est donnée la prophétie qui suit :
À bord du vaisseau de fer aux guerriers d'os tu navigueras, 1 

Ce que tu cherches tu trouveras et tu t'approprieras, 2 

Mais enfermée dans la pierre tu croiras à ton trépas, 3 

Sans amis tu échoueras ; par vol seule tu rentreras.4 

- 1 Pour sa quête, Clarisse voyage à bord d'un navire offert par son père Arès dont l'équipage était des confédérés morts.
- 2 Clarisse retrouve la Toison d'Or sur l'île de Polyphème.
- 3 Enfermée dans la grotte du cyclope Polyphème, Clarisse a cru mourir, car elle ne pouvait pas s'échapper.
- 4 Sans l'aide de Percy et ses amis, elle aurait échoué dans sa quête. Percy la laisse repartir en avion, seule, pour ramener la Toison à la Colonie.

### La Prophétie de Zoé
Dans Le Sort du titan, la prophétie de Zoé dit :
Cinq iront vers l'ouest chercher la déesse enchaînée, 1 

Un sera perdu dans la terre où il ne pleut pas de l'année, 2 

Le fléau de l'Olympe donnera la direction, 3 

Pensionnaires et Chasseresses vaincront dans l'union, 4 

Il faudra résister à la malédiction du Titan, 5 

Et un périra de la main d'un parent.6
- 1 Zoé Nightshade, Thalia Grace, Grover Underwood, Bianca Di Angelo et Percy Jackson (à l'origine ç'aurait dû être Phoebe, une Chasseresse) partent vers l'ouest des États-Unis pour chercher la déesse enchainée : Artémis.
- 2 Bianca s'est sacrifiée dans le désert pour sauver son groupe de Talos, le robot géant d’Héphaïstos.
- 3 L'Ophiautoros (fléau de l'Olympe malgré son innocence, son sacrifice peut permettre la destruction des dieux) que Percy a délivré dans le détroit de Long Island va d'une certaine manière suivre le groupe au barrage Hoover et à San Francisco.
- 4 Le groupe ayant réussi la quête était composé de 3 pensionnaires (Thalia Grace, Percy Jackson et Grover Underwood) et de 2 chasseresses (Zoé Nightshade et Bianca Di Angelo).
- 5 Percy ainsi qu'Annabeth et Artémis ont résisté à la malédiction d'Atlas : porter le poids du ciel
- 6 Zoé a été tuée par son propre père, le Titan Atlas.

### La Prophétie d'Annabeth
Dans le quatrième opus, La Bataille du labyrinthe, Annabeth est bouleversée par la prophétie qui suit : 
Tu t'enfonceras dans la nuit du Labyrinthe sans fin, 1 

Réveilleras le mort, le traître, le disparu enfin.2 

La main du roi-fantôme causera ta gloire ou ta chute, 3 

De l'enfant d'Athéna ce sera la dernière lutte.4 

Le dernier souffle d'un héros en scellera le sort, 5 

Tu perdras un amour à pire fin que la mort.6
- 1 Annabeth s'est rendu dans le Labyrinthe de Dédale qui est sombre et sans fin.
- 2 Avec Nico Di Angelo, Annabeth a assisté à l'invocation de morts, notamment de la sœur de Nico, Bianca. Percy a sauvé Ethan Nakamura qui s'est révélé être un traître. Grover est parvenu à trouver le dieu Pan, disparu depuis des millénaires.
- 3 Le roi-fantôme s'est révélé être Nico (alors qu'il avait cru que c'était Minos) qui a choisi de se battre aux côtés de Percy et de ses amis.
- 4 La bataille du Labyrinthe sera la dernière lutte de Dédale qui est un fils d'Athéna.
- 5 En se sacrifiant, Dédale a détruit son Labyrinthe.
- 6 Annabeth a perdu Luke, dont elle s'était éprise, à un sort pire que la mort : il est devenu l'hôte de Cronos.

### La Grande Prophétie
La Grande Prophétie est connue en entier au début du tome 5, Le Dernier Olympien.
Un demi-dieu fils des dieux aînés, 1 

Atteindra l'âge de seize ans contre vents et marées, 2 

Le monde pris dans un sommeil sans fin il verra, 3 

L'âme du héros, une lame maudite la fauchera.4 

Un choix suprême mettra fin à ses jours. 5 

Pour l'Olympe préserver ou céder sans retour.6
- 1 Le demi-dieu est Percy Jackson qui est le fils de Poséidon, un des dieux aînés.
- 2 Percy a atteint l'âge de 16 ans malgré tous les obstacles de ses précédentes quêtes.
- 3 Le dieu Morphée a endormi la ville de New York pour permettre à Cronos d'envahir Manhattan.
- 4 Le héros en question est Luke Castellan, fils d'Hermès (bien qu'il fût cru par tous que c'était Percy). Il sera tué par le poignard d'Annabeth. Le poignard est maudit car Luke n'a pas respecté sa promesse en l'offrant à Annabeth : qu'ils formeraient une vraie famille.
- 5 Le choix est celui de Percy : faire confiance à Luke et lui donner le poignard afin qu'il détruise Cronos en se poignardant lui-même à l'endroit de son point faible.
- 6 Si Percy ne lui avait pas donné le poignard, l'Olympe aurait été condamné à la destruction.

On comprend donc que le héros de la Prophétie n'est pas Percy mais Luke qui a trouvé le courage de se sacrifier.

### La Prophétie des Sept, nouvelle Grande Prophétie
On prend connaissance de cette prophétie quand de la bouche de Rachel sortent ces vers :
Sept Sang-Mêlé obéiront à leur sort,

Sous les flammes ou la tempête le monde doit tomber.

Serment sera tenu en un souffle dernier,

Des ennemis viendront en armes devant les portes de la Mort.

## Explications sur les titres
- Le Voleur de Foudre désigne Percy Jackson, accusé à tort par Zeus de lui avoir volé son éclair primitif.
- La Mer des Monstres désigne une mer remplie de monstres (Charybde, Scylla, Polyphème) où disparaissent des mortels, des demi-dieux et des satyres. Autrefois dans la Méditerranée, elle correspond aujourd'hui au célèbre Triangle des Bermudes.
- Le Sort du Titan désigne la punition que les Dieux ont imposée au Titan Atlas : soulever la voûte céleste.
- La Bataille du Labyrinthe désigne l'affrontement entre les Demi-Dieux de la Colonie des Sang-Mêlé et l'armée du Titan Cronos dans le labyrinthe de Dédale.
- Le Dernier Olympien désigne la déesse Hestia car elle est la gardienne du foyer, le dernier espoir des Hommes.

## Adaptations
- Le premier livre a été adapté sous le titre Percy Jackson : Le Voleur de foudre, a été réalisé par Chris Columbus et est sorti en 2010.
- Le deuxième, Percy Jackson : La Mer des monstres, a été réalisé par Thor Freudenthal et est sorti en 2013.
- Les romans ont également été adaptés en bandes dessinées. Le premier tome, Le Voleur de Foudre, avec un scénario adapté par Robert Venditti et dessiné par Attila Futaki, est sorti en France le 28 avril 2011 chez 12 bis. La Mer des Monstres est ensuite sorti le 14 novembre 2013, puis Le Sort du Titan le 10 avril 2014.
- Le 12 décembre 2019, l'auteur Rick Riordan a révélé sur Twitter qu'il a discuté avec Disney à propos d’une possible adaptation de la saga[4]. Le 14 mai 2020, Rick Riordan annonce qu'une série en prises de vues réelles est en développement, avec une première saison adaptant Le Voleur de foudre, et qu'elle sera diffusée sur Disney+[5]. Le 27 avril 2021, Rick Riordan annonce que le casting a officiellement commencé[réf. nécessaire]. Le 11 avril 2022, il dévoile sur son site internet avoir casté Walker Scobell (dévoilé dans Adam à travers le temps en 2022) dans le rôle de Percy Jackson[6].
- Lors du Comic-Con de San Diego, des images de la série Percy Jackson et les Olympiens ont été dévoilées. Dans celles-ci les trois personnages principaux, Percy (Walker Scobell), Annabeth (Leah Jeffries) et Grover (Aryan Simhadri) apparaîssent en position de combat. La série sort en décembre 2023 sur Disney+[7].